# 1457 w polityce
Wydarzenia polityczne w 1457 roku.

## Wydarzenia
- 7 czerwca – Kazimierz IV Jagiellończyk wjechał na zamek w Malborku.
- 14 sierpnia/15 sierpnia – Bitwa pod Bornholmem.

## Urodzili się
- 28 stycznia – Henryk VII Tudor, król Anglii[1].
- 13 lutego – Maria, jedyna córka księcia burgundzkiego Karol Zuchwały (zm. 1482 w polityce)[2].
- 21 września – Jadwiga Jagiellonka (1457–1502), żona księcia bawarskiego Jerzego Bogatego.

## Zmarli
- 23 listopada – Władysław Pogrobowiec, książę Austrii.